# Pegomya auricolor
Pegomya auricolor är en tvåvingeart som beskrevs av Masayoshi Suwa 1971. Pegomya auricolor ingår i släktet Pegomya och familjen blomsterflugor. Inga underarter finns listade i Catalogue of Life.